# Ischnura aurora
Ischnura aurora là một loài chuồn chuồn kim trong họ Coenagrionidae.
Loài này được xếp vào nhóm Loài ít quan tâm trong sách Đỏ của IUCN năm 2010, de trend van de populatie is volgens de IUCN stabiel.
Ischnura aurora được Brauer miêu tả khoa học năm 1865.

## Hình ảnh

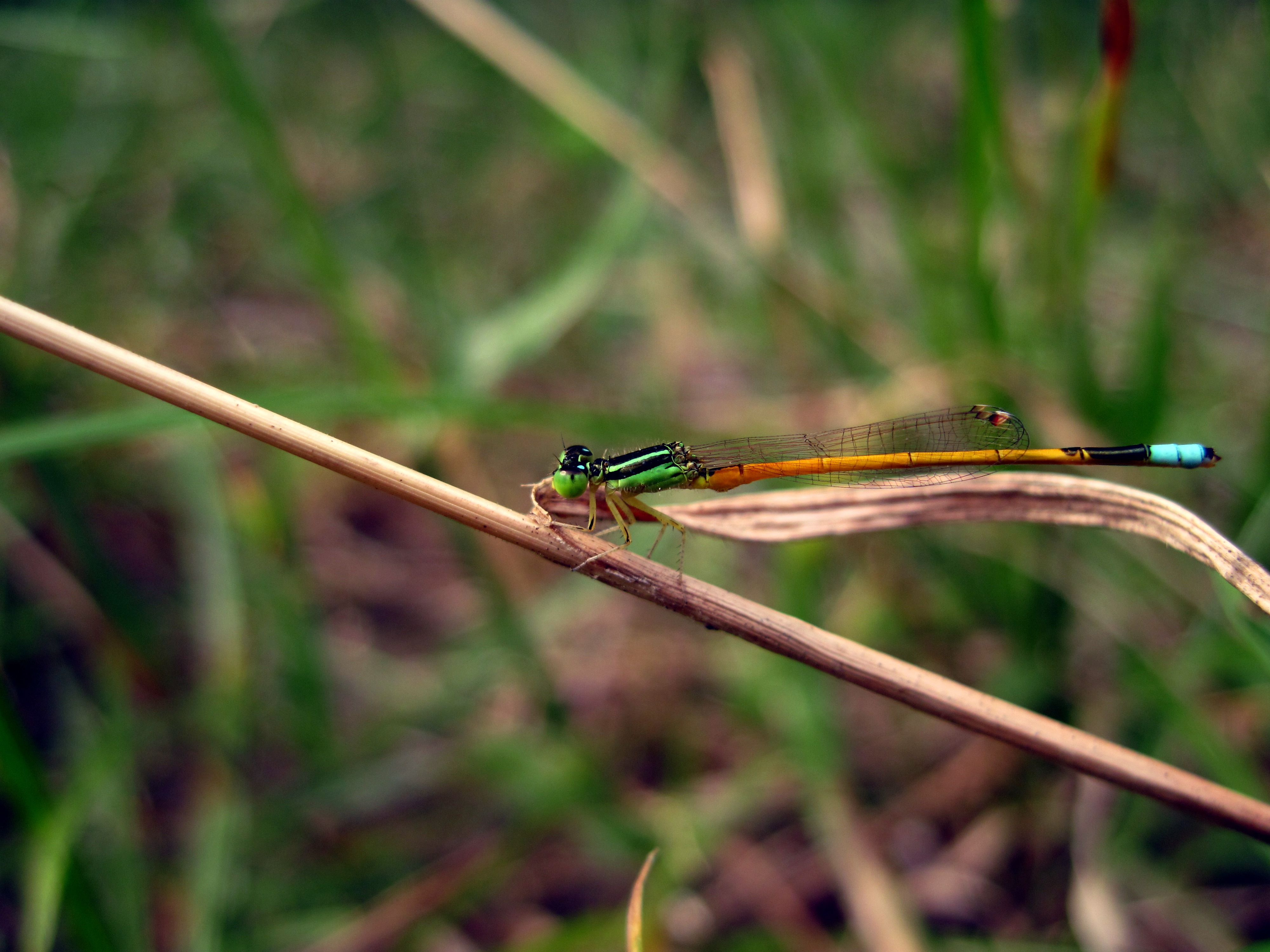
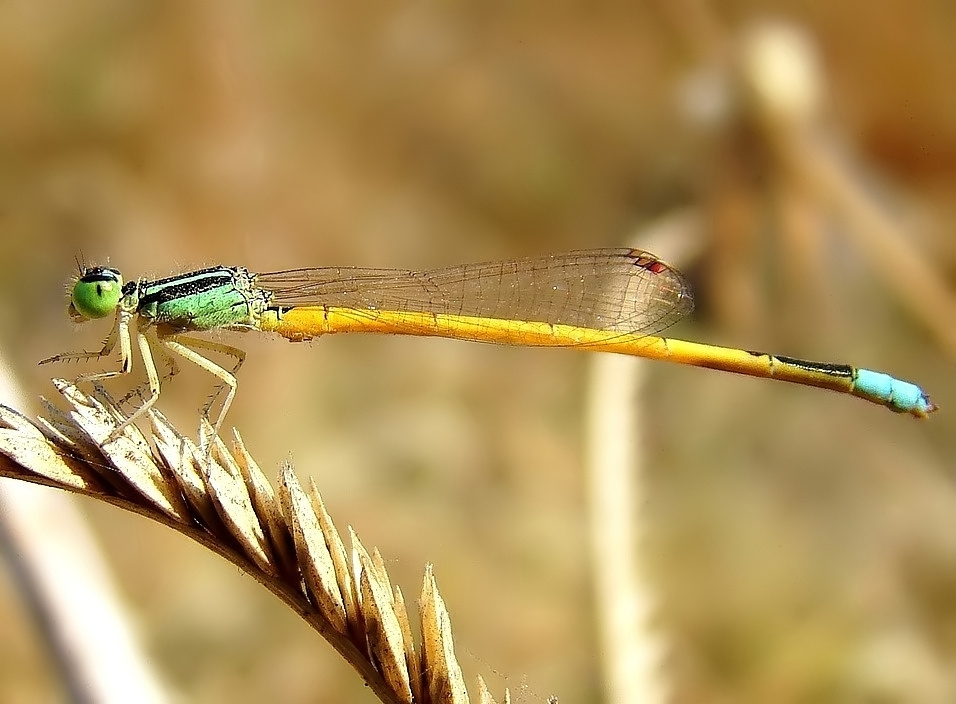
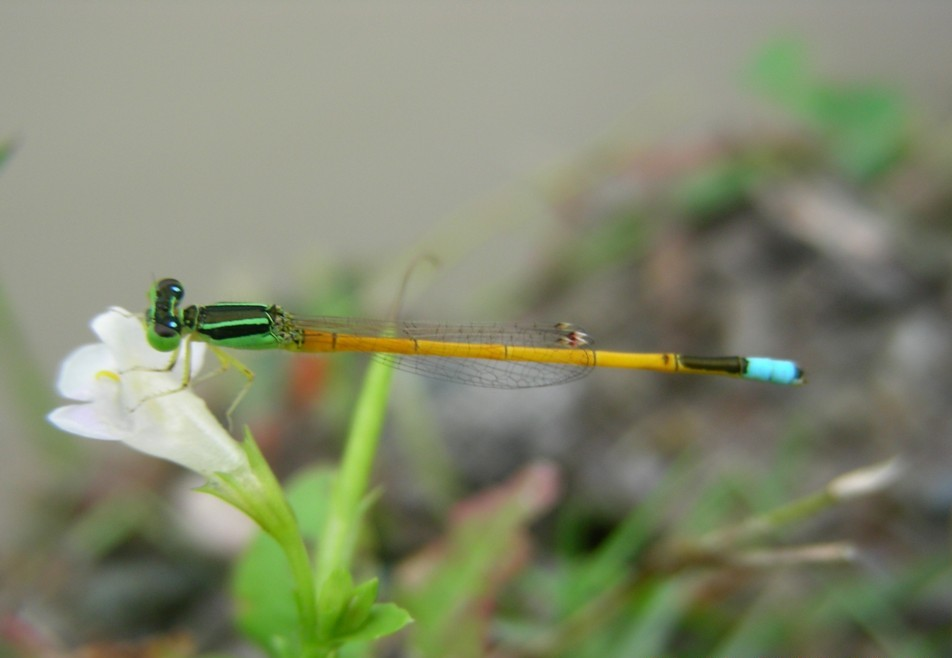
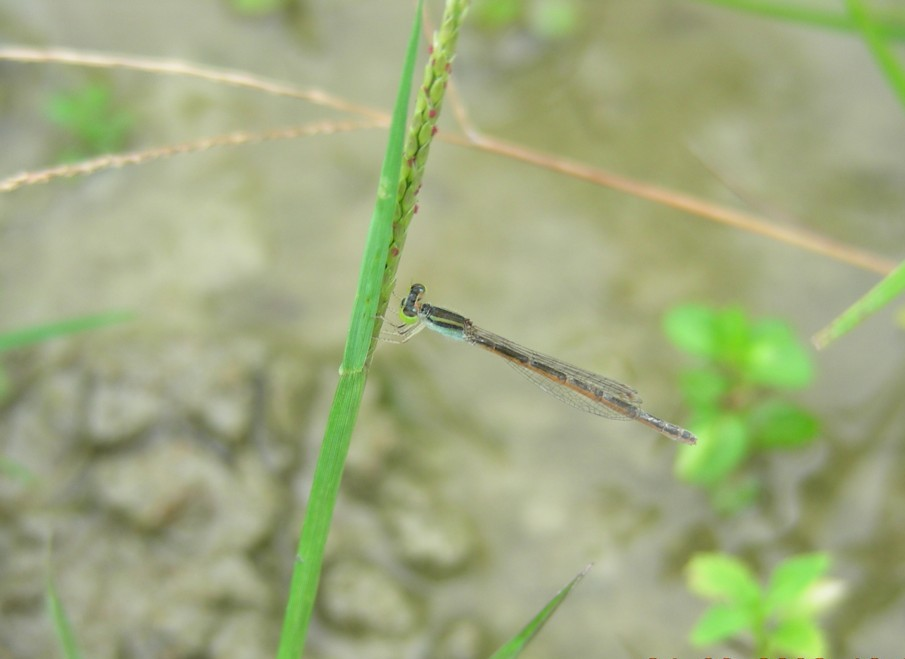